# Bertrand z Garrigue
Bertrand z Garrigue (ur. ok. 1195 w Garrigue k. Nîmes; zm. kwiecień 1230) – błogosławiony Kościoła katolickiego, francuski dominikanin.

## Życiorys
Przyłączył się do Dominika Guzmána podczas jego nauczania skierowanego przeciwko albigensom i na jego ręce złożył śluby w 1216 r. W późniejszym czasie również towarzyszył św. Dominikowi podczas jego podróży. Zmarł w klasztorze cysterek w okolicach Orange w kwietniu 1230 r.
Jego kult zatwierdził Leon XIII 14 lipca 1881 r.